# Гладіатор за наймом
«Гладіатор за наймом» (рос. «Гладиатор по найму) — спільний українсько-білоруський художній фільм 1993 року режисера Дмитра Зайцева. Фільм знятий на основі сюжету детективу Ерла Стенлі Ґарднера. Виробництво української аерокосмічної НВК «Вертикаль» (Харків) за участю кіностудії Білорусьфільм.

## Сюжет
«Гладіатор за наймом» — прізвисько адвоката Мирського, яке він отримав через те, що часто береться за ризиковані справи. Однак справа, з якою до нього звернулася красива і багата жінка Єва, дружина медіамагната Лукачова, виявилася не просто ризикованою, але і дуже небезпечною. Мало того, що вона зрадила чоловікові, а зрада виявилася зафіксованою на плівку, — вона ще й стала свідком вбивства. Тепер їй необхідно позбутися від компромату...

## У ролях
- Марина Могилевська
- Олександр Песков
- Борис Невзоров
- Сергій Газаров
- Владас Багдонас
- Микола Єременко (старший)
- Олександр Сайко
- Ханна Дуновська
- Ольга Барнет
- Інна Хрульова
- Юрій Ступаков
- В'ячеслав Солодилов
- Борис Шадурський

## Творча група
- Сценарій: Олександр Зайцев
- Режисер: Дмитро Зайцев
- Оператор: Володимир Споришков
- Композитор: Давид Голощокін